# Embuscade de Sanam
Guerre du Sahel
Batailles
- Tlemss
- 1re Tilwa
- Tabankort
- Ouraren
- Adrar Bouss
- Agadez et Arlit
- Tchibarakaten
- Mangaïzé
- Tazalit
- 1re Bani Bangou
- 2e Tilwa
- Wanzarbé
- Abala
- Midal
- 1re Tongo Tongo
- 1re Ayorou
- 2e Tongo-Tongo
- Baley Beri
- 1re Inates
- 2e Inates
- Sanam
- Chinégodar
- 2e Ayorou
- 2e Bani Bangou
- Taroun
- Torodi
- Adabda
- Intagamey
- Koutougou
- Tabatol
- Takanamat
- Teguey
- Chatoumane

L'embuscade de Sanam a lieu le 25 décembre 2019 pendant la guerre du Sahel.

## Déroulement
Le 25 décembre 2019, un convoi de gendarmes et de gardes nationaux escortant des équipes chargées de l'enrôlement électoral dans la commune de Sanam, dans la région de Tillabéri, tombe dans une embuscade tendue par les djihadistes,. 
Le 14 janvier 2020, la Province d'Afrique de l'Ouest de l'État islamique revendique l'attaque,.

## Pertes
Le 26 décembre, le ministère nigérien de l'Intérieur annonce dans un communiqué que sept gendarmes et sept gardes ont été tués « à l'issue d'une bataille acharnée »,. Plusieurs blessés sont enregistrés et un garde est porté disparu. Le bilan est ensuite élevé à 16 tués, quatre blessés et un disparu.
Le ministère affirme également que « l'ennemi quant à lui, a subi de nombreuses pertes », mais sans plus de précision. Les agents d'enrôlement ne comptent pour leur part pas de victimes, l'équipe ayant été « sécurisée » et ayant « regagné Sanam en bonne santé »,.